# ラスト・シーン (矢沢永吉の曲)
「ラスト・シーン」は、1991年5月31日に発売された矢沢永吉の26枚目のシングル。

## 収録曲
（全作詞：大津あきら／作曲：矢沢永吉）
1. ラスト･シーン
  - 日本テレビ系ドラマ「刑事貴族2」エンディング・テーマ
2. LONELY WARRIOR